# ده‌نو (اسدآباد)
ده نو، روستایی از توابع بخش مرکزی شهرستان اسدآباد در استان همدان ایران است.

## جمعیت
براساس سرشماری مرکز آمار ایران در سال ۱۳۹۵، جمعیت آن ۶۰۶۴ نفر (۵۸۳خانوار) بوده‌است.